# قصبة اسرغين (اكصور)
قصبة اسرغين هو دُوَّار يقع بجماعة أقا إيغان، إقليم طاطا، جهة سوس ماسة في المملكة المغربية. ينتمي الدوّار لمشيخة اكصور التي تضم 5 دواوير. يقدر عدد سكانه بـ 280 نسمة حسب الإحصاء الرسمي للسكان والسكنى لسنة 2004.

## روابط خارجية
- البوابة الوطنية للجماعات الترابية نسخة محفوظة 12 مارس 2018 على موقع واي باك مشين.
- المندوبية السامية للتخطيط